# 북원중학교
북원중학교(北原中學校)는 대한민국 강원특별자치도 원주시 태장동에 있는 공립 중학교이다.

## 학교 연혁
- 1971년 12월 27일 : 학교 설립 인가(12학급)
- 1972년 10월 14일 : 개교
- 2019년 3월 1일 : 남녀공학 전환 및 교명 변경 (북원중학교)
- 2023년 9월 1일 : 제21대 신동수 교장 부임
- 2025년 1월 5일 : 제51회 졸업식(6학급 158명, 총 19,981명)
- 2025년 3월 4일 : 입학식(6학급 158명)

## 참고 자료
- 북원중학교 - 한국교육학술정보원 학교알리미